# Bubacia
Bubacia — рід грибів. Класифіковано у 1922 році.

## Класифікація
До роду Bubacia відносять 1 вид:
- Bubacia hypochniformis